# Meghan sussexi hercegné
Meghan sussexi hercegné, születési nevén Rachel Meghan Markle (Los Angeles, Kalifornia, 1981. augusztus 4. –) amerikai színésznő, 2018 óta a brit királyi család, a Windsor-ház tagja Henrik sussexi herceg feleségeként. 2020. január elején bejelentették, hogy a királyi családtól függetlenül szeretnék folytatni életüket. Színésznőként elsősorban a Briliáns elmék című televíziós sorozatban vált ismertté. Két gyermek, Archie Harrison és Lilibet Diana édesanyja.

## Gyermekkora
Rachel Meghan Markle  1981. augusztus 4-én született  Los Angelesben, Kaliforniában. Édesanyja Doria Ragland afroamerikai jógaoktató és szociális munkás, édesapja Thomas Markle világosító-operatőr. Két idősebb féltestvére van apja első házasságából. Meghan kétéves volt, mikor a szülei különköltöztek, később pedig el is váltak. Kétéves korától tizenegy éves koráig a Hollywoodi Little Red School House-ban tanult. Ezt követően nyolc éven át egy katolikus lányiskola, az Immaculate Heart High School tanulója volt, ahol tagja volt az iskolai színjátszókörnek. Általános és középiskolás évei alatt sok időt töltött az Egy rém rendes család c. sorozat forgatásán, mivel édesapja volt a sorozat fővilágosítója. Kiskorától kezdve érdeklődött a társadalmi problémák iránt. 11 évesen sikerült elérnie, hogy egy mosogatószer-gyártó lecserélje egy, szerinte szexista reklám szövegét. Ennek kapcsán a Nickelodeon nevű tévécsatorna interjút készített vele. Erről a történetről utóbb azonban kiderült, hogy mindezek az apja közbenjárása miatt történtek meg. 13-tól 17 éves koráig rendszeresen önkénteskedett egy Los Angeles-i, hajléktalanokat segítő konyhán, az ún. "Hippikonyhán", ahová édesanyja vitte el először. Állítólag ezek a korai élmények tették elkötelezetté a társadalmi igazságosság és a nők jogai iránt. A középiskola befejezése után a Northwestern University-n tanult tovább. Színház, illetve nemzetközi kapcsolatok szakra járt, diplomáit 2003-ban szerezte meg. Egyetemi évei alatt részt vett egy hathetes nyári gyakorlaton a Buenos Aires-i amerikai nagykövetségen.

## Karrierje
Meghan a diploma megszerzése után színésznőként szeretett volna elhelyezkedni. Több kisebb szerepet is kapott, szerepelt például a Szerelem sokadik látásra című filmben (2005), táskanyitó lány volt az Áll az alku c. tévéműsorban (2006), szerepelt a CSI: New York-i helyszínelőkben (2006), a 90210-ben (2008), a Nyomtalanul (2009) és A rejtély c. sorozatban (2009), az Emlékezz rám! c. filmben (2010), a CSI: Miami helyszínelőkben (2010), illetve a Förtelmes főnökökben (2011).
Azokban az években, amikor csak kisebb szerepeket kapott, keresetkiegészítésként pincérkedett, és kalligráfiával is keresett pénzt, amivel még középiskolásként kezdett el foglalkozni. Meghívókat és ültetőkártyákat címzett, ő írta meg például a címzést Paula Patton és Robin Thicke esküvői meghívóinak és save-the-date kártyáinak a borítékjára.
Legismertebb szerepét a Briliáns elmék című sorozat hozta meg, amelyben megkapta a jogi asszisztens, Rachel Zane szerepét. Ebben a sorozatban 2011-től 2017-ig játszott. Közben szerepelt a Castle c. sorozat egy epizódjában (2012), valamint több filmben is; főszereplője volt például a When sparks fly (2014) és a Randizók kézikönyve (2016) című tévéfilmeknek.
Henrik és ő 2020 januárjában költöztek az Egyesült Államokba, Los Angelesbe, terveik szerint önálló médiaprojektekkel foglalkoztak volna, miután a Netflix és a Spotify is szerződést kötött velük, az eltelt évek alatt viszont lényegében csak a királyi családot kritizáló, kevéssé szavahihető és szubjektív műsorokat produkáltak, melyekben jelentős mennyiségű önellentmondások és valótlanságok is elhangoztak tőlük, miközben más beharangozott projektjeik el sem indultak. A pár közmegbecsültsége ezért az évek alatt jelentősen visszaesett. Tom Bower a sussexi párról írt 2022-es Bosszú (Revenge) című könyvében, melyet alapos kutatómunka előzött meg Markle-ről azt állapította meg, hogy opportunista, a való életben is előszeretettel játszik szerepeket és hajlamos a valóság elferdítésére, miközben hercegnőként tetszeleg, miután sosem volt jelentős színésznő.
A Spotify aztán idő előtt szerződést is bontott, mert a csak Meghan közreműködésével készült 12 részt megért Archetypes című podcast nem hozta a várt hallgatottságot, és az eredetileg kitűzött célok helyett, miszerint „olyan embereknek biztosít majd platformot, akiknek a hangja el van nyomva” csupa híres emberrel beszélgetett, miközben a saját panaszainak is hangot adott benne. Ettől függetlenül arról beszélt 2023 novemberében nem meghívott vendégként egy rendezvényen, hogy mennyire büszke az elmúlt években bemutatott produkcióira. A The Hollywood Reporter egy cikkben több korábban a hercegi pár alkalmazásában álló szórakoztatóipari szakembert szólaltatott meg, akik szerint azért cserélődtek gyakran az alkalmazásukban, mert Markle zsarnokoskodása és hozzá nemértése ellehetetlenítette velük az érdemi munkát.
Hosszú várakozási idő után 2024 áprilisában jelent meg az első olyan termék, amit a Markle által beharangozott életmódmárkája, az American Riviera Orchard forgalmaz, mely egy sorszámozott eperlekvár volt, a vállalkozás termékei iránt azonban nem mutatkozott túl nagy érdeklődés. Kritikát váltott ki az is, hogy Henrik és ő úgy jelentek meg külföldön, mintha még mindig a királyi család hivatalos képviseletében tennék ezt, ami diplomáciailag vált kifogásolhatóvá. 2024 végén egy lovaspólóval foglalkozó műsoruk jelent meg a Netflixen, amit a minősége miatt kritizálták a sport ismerői.
2025. március 4-én jelent meg a Netfilxen Markle új életmódsorozata, a With Love, Meghan, amiben „konyhai, kerti és kézműves tippeket és trükköket oszt meg a nézőkkel, és közben elejt egy-egy információmorzsát saját gyerekkoráról is.” Ezzel kapcsolatban viszont a féltestvére, Thomas Markle Jr. fogalmazott meg kritikát, mondván Markle hazug állításokat tett benne magáról és gyerekkoráról, miközben szerinte a sorozat „unalmas és sablonos”. Kiderült az is, hogy a „család nyugalma” miatt nem is az otthonában, hanem egy másik bérelt ingatlanban készült. Más kritika szerint is a sorozat rendkívül mellőzi a természetességet és inkább beállított helyzetek szerepelnek benne. A műsorban ráadásul arra is célzott, hogy a neve már nem Markle, hanem „Sussex”, csakhogy mint utóbb Károly király másodunokatestvére, Lord Ivar Mountbatten rámutatott a Sussex csak egy cím, és a családnév ez esetben Mountbatten-Windsor, ahogy Markle férjéé, Henriké is. Közben az életmódmárkája, az American Riviera Orchard „As Ever” névre változott. Ezzel kapcsolatban is konfliktus alakult ki, mert a cég logója szinte azonos egy spanyol kisváros, Porreres címerével, ezért a helyi polgármester felszólította a logó megváltoztatására. Bizonyos vélemények szerint Markle se pozitív, se negatív érzelmeket nem tud már kiváltani, ezért érdektelenné vált minden tevékenységeihez kapcsolódó dolog.

## Magánélete
Meghan 2004-től 2013-ig élt kapcsolatban Trevor Engelson színész-producerrel. 2011. szeptember 10-én házasodtak össze, majd 2013 augusztusában elváltak.
Meghan 2016 júliusában találkozott Henrik herceggel egy közös barát által összehozott vakrandin Londonban. A kapcsolatuk 2016 októberében került nyilvánosságra. 2017. szeptember végén először jelentek meg együtt hivatalos eseményen, a Torontóban tartott Invictus Games-en.
2017. november 27-én jelentették be hivatalosan az eljegyzésüket. Az esküvőre a windsori kastély Szent György-kápolnájában került sor  2018. május 19-én. Meghan esküvői ruháját Clare Waight Keller, a Givenchy divatház művészeti igazgatója alkotta meg. A házasságkötéssel Meghan elhagyta a Markle vezetéknevet, és megkapta az Ő királyi fensége, a sussexi hercegné címet.
Harry és Meghan gyermekei: Archie (2019) és Lilibet (2021)

## Filmjei
- Egy rém rendes család (1995)
- Century City – A jövő fogságában (2004)
- Szerelem sokadik látásra (2005)
- Házi háború (2006)
- Ámítás (2006)
- New York-i helyszínelők (2006)
- Míg a halál el nem választ (2008)
- 90210 (2008)
- Knight Rider (2009)
- Nyomtalanul (2009)
- A rejtély (2009)
- A liga (2009)
- Emlékezz rám (2010)
- Miami helyszínelők (2010)
- Felhangolva (2010)
- Förtelmes főnökök (2011)
- Briliáns elmék (2011-2018)
- Castle (2012)
- Suits Webisodes (2012-2014)
- A szikrák üzennek (2014)

## Jószolgálati munkája
2015-ben írt egy esszét a nők függetlenségéről, emiatt az ENSZ nőjogi szervezete, a UN Women felkérte, hogy vegyen részt a nemek közti egyenlőséget támogató programjukban. Még abban az évben eljutott Ruandába, hogy tanulmányozza, milyen arányban vannak jelen a nők a politikai életben, illetve a vezető pozíciókban. Szintén ebben az évben Meghan beszédet mondott a UN Women gálaestjén. Ezután Meghan munkája a UN Womennel véget ért.
2016-ban egy másik jótékonysági szervezet, a World Vision Canada kérte fel Meghant, hogy működjön együtt velük abban, hogy tiszta ivóvizet biztosítsanak ruandai falvakban. 2016-ban is elutazott Ruandába, ahol segédkezett egy tiszta vizet biztosító kút fúrásában.
2017-ben Indiába utazott, ahol arra hívta fel a figyelmet, hogy a megfelelő higiéniai körülmények biztosítása elengedhetetlen ahhoz, hogy a lányok iskolába járjanak.
Miután bekerült a királyi családba, több jótékonysági szervezet védnöke lett, amíg 2020-ban Henrikkel Amerikába nem költöztek. Pártfogója volt a Mayhew nevű állatjóléti szervezetnek; a Smart Works-nek, amely nők számára biztosít ruhát, ha állásinterjúra mennek; a The Association of Commonwealth Universities-nek, amely a brit nemzetközösség egyetemeit összefogó szövetség; a Queen's Commonwealth Trust-nak, amely a nemzetközösség fiataljait támogatja abban, hogy változást hozzanak a közösségbe, amelyben élnek; illetve a The Royal National Theatre-nek (Királyi Nemzeti Színház).